# Большие Круговичи
Больши́е Круго́вичи (бел. Вялі́кія Круго́вічы) — деревня в Ганцевичском районе Брестской области Белоруссии, в составе Огаревичского сельсовета. Население — 491 человек (2019).

## География
Большие Круговичи находятся в 14 км к востоку от Ганцевичей и в 6 км к западу от западной оконечности водохранилища Локтыши. К северу лежит деревня Малые Круговичи. Через село проходит местная автодорога Огаревичи — Большие Круговичи — Будча — Чудин. Местность принадлежит бассейну Днепра, южнее деревни есть сеть мелиоративных канав со стоком в канал Стрижево, а оттуда — в Цну. Ближайшая ж/д станция — в Ганцевичах (линия Барановичи — Лунинец).

## История
Первое упоминание о Больших Круговичах датируется XVI веком. Село было в шляхетской собственности, принадлежало Обуховичам, старинному роду, имевшему на территории современной Белоруссии обширные владения
После второго раздела Речи Посполитой (1793) в составе Российской империи, в Слуцком уезде Минской губернии.
Во второй половине XIX века Обуховичи построили в имении деревянный усадебный дом (не сохранился), в конце XIX века построена деревянная православная церковь св. Георгия (сохранилась).
Согласно Рижскому мирному договору (1921) деревня вошла в состав межвоенной Польши, где принадлежала Лунинецкому повету Полесского воеводства. С 1939 года в составе БССР.
С июня 1941 года по 5 июля 1944 года оккупирована немцами. 75 жителей села погибли в войну, в 1974 году в их память в центре деревни установлен памятник.
После войны в бывшем усадебном доме Обуховичей размещалась библиотека, в 1950-х годах здание полностью сгорело.

## Культура
- Дом культуры
- Музей ГУО «Круговичская средняя школа»

## События и мероприятия
- 2019 год — районные "Дожинки"

## Достопримечательности
- Церковь Св. Георгия. Конец XIX века. Рядом с церковью отдельно стоящая деревянная колокольня одного возраста в с церковью. Церковь является памятником деревянной архитектуры, включена в Государственный список историко-культурных ценностей Республики Беларусь[7].
- Усадьба Обуховичей. Усадебный дом не сохранился. Сохранилась часовня-усыпальница Обуховичей XVIII века в крайне заброшенном состоянии и фрагменты парка, в том числе «дуб-патриарх»
- Погребальная часовня рода Обуховичей, пер. Юбилейный, 1 —  Историко-культурная ценность Республики Беларусь, шифр 113Г000029
- Братская могила советских воинов и партизан
- Аллея в честь 150-летия Круговичской средней школы

### Памятник, скульптура
- Памятник землякам, погибшим в войну
- Памятный знак в честь 150-летия Круговичской средней школы.

## Галерея

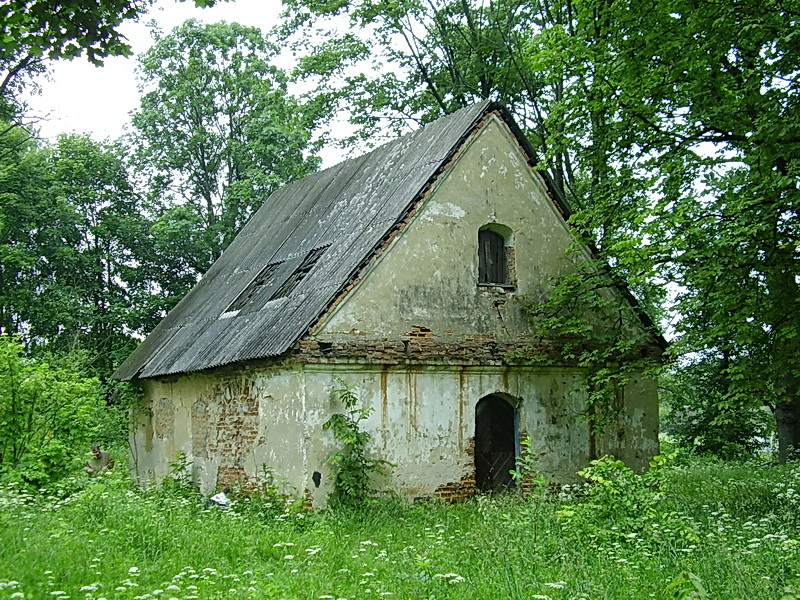
Часовня-усыпальница Обуховичей
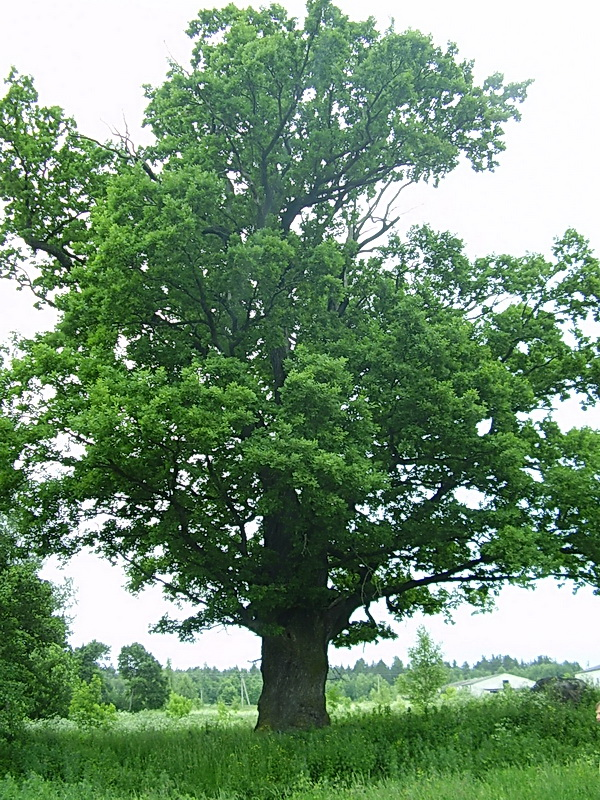
Дуб-патриарх в парке бывшей усадьбы